# Lucilia pilosa
Lucilia pilosa är en tvåvingeart som beskrevs av Baranov 1926. Lucilia pilosa ingår i släktet Lucilia och familjen spyflugor. Inga underarter finns listade i Catalogue of Life.